# Microstrophia nana
Microstrophia nana је пуж из реда Stylommatophora и фамилије Streptaxidae. 

## Угроженост
Ова врста се сматра рањивом у погледу угрожености врсте од изумирања.

## Распрострањење
Маурицијус је једино познато природно станиште врсте.

## Станиште
Врста Microstrophia nana има станиште на копну.